# Cá hè dài
Cá hè dài (danh pháp: Lethrinus nebulosus) là một loài cá biển thuộc chi Lethrinus trong họ Cá hè. Loài này được mô tả lần đầu tiên vào năm 1775.

## Phân loại
L. nebulosus có thể là một phức hợp loài bao gồm nhiều loài chưa được biết đến ẩn dưới danh pháp này.

## Từ nguyên
Tính từ định danh nebulosus trong tiếng Latinh mang nghĩa là "nhiều mây", hàm ý có lẽ đề cập đến các vệt sọc sẫm mờ đôi khi xuất hiện ở hai bên lườn của loài cá này.

## Phân bố và môi trường sống
Cá hè dài có phân bố rộng khắp vùng Ấn Độ Dương - Thái Bình Dương, từ vùng biển bao quanh bán đảo Ả Rập dọc theo bờ Đông Phi trải dài về phía đông đến quần đảo Samoa và Tonga, ngược lên phía bắc đến biển Nhật Bản và quần đảo Ogasawara, giới hạn phía nam đến Úc (gồm cả đảo Lord Howe) và Nouvelle-Calédonie. Cá hè dài cũng xuất hiện tại vùng biển Việt Nam, bao gồm cả quần đảo Hoàng Sa và quần đảo Trường Sa.
Cá hè dài sinh sống trên các rạn san hô, thảm cỏ biển, nền đáy cát và đá, trong đầm phá và đầm lầy ngập mặn, ở độ sâu khoảng 10–75 m, có thể sâu đến 90 m.

## Mô tả
Chiều dài cơ thể lớn nhất ở cá hè dài có thể đạt đến 87 cm. Thân màu vàng nhạt hoặc màu đồng, nhạt hơn ở thân dưới. Mỗi vảy cá có một đốm trắng hoặc xanh nhạt, nhiều cá thể có các dải sọc sẫm mờ xuất hiện ở hai bên lườn và một đốm đen hình vuông phía trên vây ngực, giáp với đường bên. Ba vệt xanh lam tỏa ra quanh mắt. Vây trắng nhạt hoặc hơi vàng, vây bụng sẫm màu hơn, rìa vây lưng phớt đỏ.
Số gai ở vây lưng: 10 (gai thứ 4 hoặc 5 thường dài nhất); Số tia vây ở vây lưng: 9; Số gai ở vây hậu môn: 3; Số tia vây ở vây hậu môn: 8 (tia thứ nhất thường dài nhất); Số tia vây ở vây ngực: 13; Số vảy đường bên: 46–48.

## Sinh thái
Thức ăn của cá hè dài chủ yếu bao gồm động vật da gai, động vật giáp xác, động vật thân mềm, và ở mức nào đó là giun nhiều tơ và cá nhỏ. Cá lớn sống đơn độc hoặc trong những nhóm nhỏ, còn cá con thường hợp thành đàn lớn ở những vùng nước nông.
Độ tuổi lớn nhất mà cá hè dài đạt được là 30 năm, được ghi nhận ở Tây Úc. Ở những nơi khác, tuổi lớn nhất được biết đến ở chúng là 29 năm (Oman), 27 năm (Nouvelle-Calédonie) và 26 năm (Okinawa, Nhật Bản). Hoạt động sinh sản cao điểm được ghi nhận từ tháng 7 đến tháng 8 ở rạn san hô Great Barrier; cũng tại đây thì độ tuổi lớn nhất của loài này là 24 năm.
Cá hè dài là một loài lưỡng tính tiền nữ phi chức năng, do đó việc chuyển đổi giới tính xảy ra ở cá cái khi mà buồng trứng chưa phát triển (tương tự Lethrinus atkinsoni và Lethrinus obsoletus).

## Thương mại
Cá hè dài là loài cá câu thể thao và thương mại rất quan trọng ở một số quốc gia, như Nouvelle-Calédonie và Fiji, hay ở khu vực vịnh Ba Tư. Chúng cũng là một loài cá câu thể thao được nhắm đến ở Kuwait và Úc.
Tại Nhật Bản và Trung Quốc, hoạt động nuôi trồng thủy sản đã được tiến hành đối với cá hè dài, sử dụng phương pháp nuôi lồng bè trên biển. Nghiên cứu cho thấy, cá hè dài có thể sống được trong thời gian dài ở độ mặn thấp tới 10‰, do đó đây là một loài thủy sản nuôi trồng tiềm năng ở vùng cửa sông.
Tại nhiều quốc gia, đây được xem là một trong những loài cá ngon nhất; tuy nhiên ở Ấn Độ Dương, thịt của cá hè dài có thể có mùi vị như đồng hoặc iod.